# Creature grandi e piccole - Un veterinario di provincia
Creature grandi e piccole - Un veterinario di provincia (All Creatures Great and Small) è una serie televisiva britannica creata da Ben Vanstone e basata su Creature grandi e piccole di James Herriot, pseudonimo di James Alfred Wight. Distribuita da All3Media, nel Regno Unito ha debuttato il 1º settembre 2020 su Channel 5, mentre in Italia è trasmessa dal 3 dicembre 2022 su Sky Serie.

## Trama
Le vicende si svolgono a partire dal 1937 nelle Yorkshire Dales dove il veterinario Siegfried Farnon pratica nel proprio studio presso Skeldale House a Darrowby coadiuvato dalla signora Audrey Hall, la governante. Siegfried, trovandosi nelle necessità di assumere un assistente, invano, ne saggia diversi che non si dimostrano all'altezza sino a quando s'imbatte nel novello James Herriot. Accanto al neoassunto James giunge inoltre Tristan, fratello minore di Siegfried e laureando in veterinaria.

## Episodi
| Stagione         | Episodi   | Prima TV UK | Prima TV Italia |
| ---------------- | --------- | ----------- | --------------- |
| Prima stagione   | 6Speciale | 2020        | 2022            |
| Seconda stagione | 6Speciale | 2021        | 2023            |
| Terza stagione   | 6Speciale | 2022        | 2024            |
| Quarta stagione  | 6Speciale | 2023        | inedita         |
| Quinta stagione  | 6Speciale | 2024        | inedita         |

## Personaggi e interpreti

### Principali
- James Herriot (stagione 1-in corso), interpretato da Nicholas Ralph, doppiato da Davide Albano.
Veterinario.
- Siegfried Farnon (stagione 1-in corso), interpretato da Samuel West, doppiato da Francesco Prando.
Veterinario e proprietario di Skeldale House.
- Signora Audrey Hall (stagione 1-in corso), interpretata da Anna Madeley, doppiata da Paola Majano.
Governante di Skeldale House.
- Tristan Farnon (stagione 1-in corso), interpretato da Callum Woodhouse, doppiato da Alessio Puccio.
Fratello minore di Siegfried.
- Helen Alderson (stagione 1-in corso), interpretata da Rachel Shenton, doppiata da Eleonora Reti.
Figlia del contadino e interesse amoroso di James.

### Ricorrenti
- Sig.ra Marjorie Pumphrey (stagioni 1-3), interpretata da Diana Rigg (stagione 1) e da Patricia Hodge (stagioni 2-3), doppiata da Daniela Debolini.
Ricca proprietaria del viziato Pechinese Tricki Woo.
- Hugh Hulton (stagione 1-in corso), interpretato da Matthew Lewis, doppiato da Federico Di Pofi.
Benestante proprietario terriero che compete con James per l'affetto di Helen.
- Dorothy (stagione 1), interpretata da Maimie McCoy, doppiata da Selvaggia Quattrini.
Amica della signora Hall e interesse amoroso di Siegfried.
- Maggie, interpretata da Mollie Winnard, doppiata da Jessica Bologna.
Barista al Drovers Arms e interesse amoroso di Tristan.
- Richard Alderson, interpretato da Tony Pitts.
Padre di Helen.
- Jenny Alderson, interpretata da Imogen Clawson, doppiata da Giorgia Venditti.
Sorella di Helen.
- Diana Brompton (stagione 2), interpretata da Dorothy Atkinson.
Civettuola divorziata che ha un'avventura occasionale con Sigfried.
- Gerald Hammond (stagioni 2-3), interpretato da Will Thorp.
- Hannah Herriott, interpretata da Gabriel Quigley, doppiata da Daniela Abbruzzese.
Madre di James.
- James Herriot Sr., interpretato da Drew Cain.
Padre di James.

## Produzione
La serie inglese, sviluppata da Ben Vanstone, è basata sui romanzi del chirurgo veterinario inglese Alf Wight, che usava lo pseudonimo "James Herriot", già trasposti dalla BBC per il piccolo schermo con la serie Creature grandi e piccole (1978–90).
L'attore Nicholas Ralph ha fatto ricerche su James Herriot, all'anagrafe Alf Wight, morto nel 1995. Ha anche incontrato il figlio e la figlia del veterinario, Jim e Rosie. "Hanno parlato molto di Donald e Brian, i veri Siegfried e Tristan. Mi hanno detto che avevo il lavoro più difficile perché Alf è una specie di osservatore di queste personalità più grandi, più grandi della vita", ha ricordato. L'attore ha richiesto una formazione in procedure veterinarie per l'autenticità.
Nicholas Ralph utilizza il suo naturale accento scozzese a differenza di Christopher Timothy, che interpretò Harriot nel procedente adattamento della BBC.
Sono stati apportati cambiamenti significativi rispetto al materiale di partenza (nella precedente serie televisiva e nelle memorie), come Siegfried Farnon che è un vedovo con il cuore spezzato e un ruolo notevolmente più rilevante per la signora Hall, che è stata reimmaginata come una giovane governante residente e una "figura leggermente più calorosa" rispetto ai romanzi. Anche il ruolo di Helen è stato notevolmente ampliato.
Il 23 febbraio 2024 la serie è stata rinnovata per una quinta e sesta stagione.

### Lavoro con gli animali
Per il suo ruolo di veterinario, Ralph ha dovuto seguire una formazione in procedure veterinarie. Per alcune scene, tuttavia, la produzione ha utilizzato protesi animali, come "il posteriore della mucca, completamente funzionante e tutto il resto". Ralph ha ammesso che "per il 90 percento delle scene con gli animali, gli animali in realtà non ci sono. Vengono utilizzate protesi per i dettagli e animali estremamente ben addestrati quando mostrati per intero." Alcune delle scene di Ralph prevedevano l'interazione con animali vivi, come un toro in un episodio e un cavallo che si impennava e scalciava in un altro.

### Riprese

#### Prima stagione

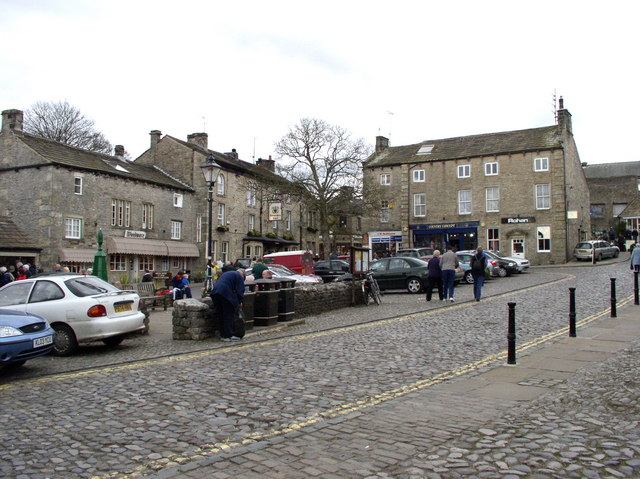
The Square, Grassington

La prima stagione è stata girata in gran parte nello Yorkshire Dales (spesso intorno a Nidderdale); il villaggio di Grassington nell'Upper Wharfedale è stato utilizzato per il villaggio immaginario di Darrowby.
Né la serie della BBC, né la nuova sono state girate a Thirsk (dove esercitava il vero veterinario, Alf Wight), perché la zona è diventata troppo grande per l'atmosfera da piccola cittadina che i produttori desideravano.

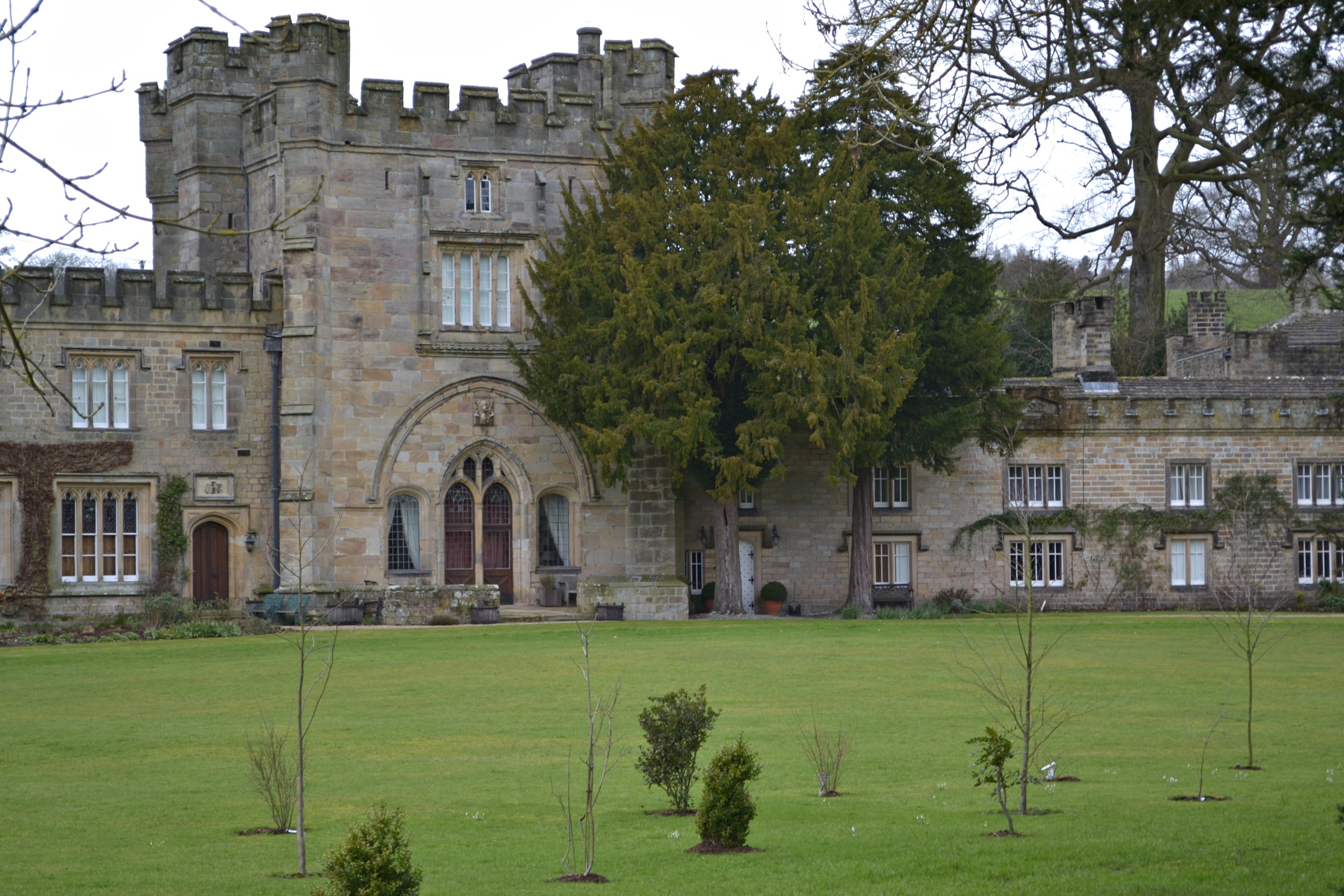
Bolton Hall, abbazia di Bolton

A Grassington, il Devonshire Inn è stato rinominato Drovers Arms, mentre gli interni del pub sono stati girati al The Green Dragon Inn a Hardraw. Per la proprietà di Darrowby Cycles è stato utilizzato il panificio del villaggio, Walker's, mentre per l'esterno di Skeldale House è stata utilizzata una residenza privata. La libreria Stripey Badger è diventata il fruttivendolo Endleby, il negozio di scarpe Helen Midgley è stato utilizzato per Handleys Booksellers e il negozio di souvenir Rustic Rabbit è diventato Higgins Bakers.
La casa della signora Pumphrey, la proprietaria del cane Tricki-Woo, è stata girata a Broughton Hall a Broughton; il personaggio era basato su Marjorie Warner, una cliente di Alf Wight,
che viveva a Thorpe House vicino a Thirsk.
Molte scene della serie sono state girate in uno studio. Parti del primo episodio (con la cascata e la piscina) sono state girate a Janet's Foss vicino a Malham. Altre location includevano il Barden Bridge nella tenuta di Bolton Abbey e Ripon Racecourse. La chiesa mostrata nello speciale di Natale è St Wilfrid's a Burnsall, vicino a Grassington, gli incroci sono "sulle strade sopra Pateley Bridge" a Nidderdale e la fattoria è ad Airton.

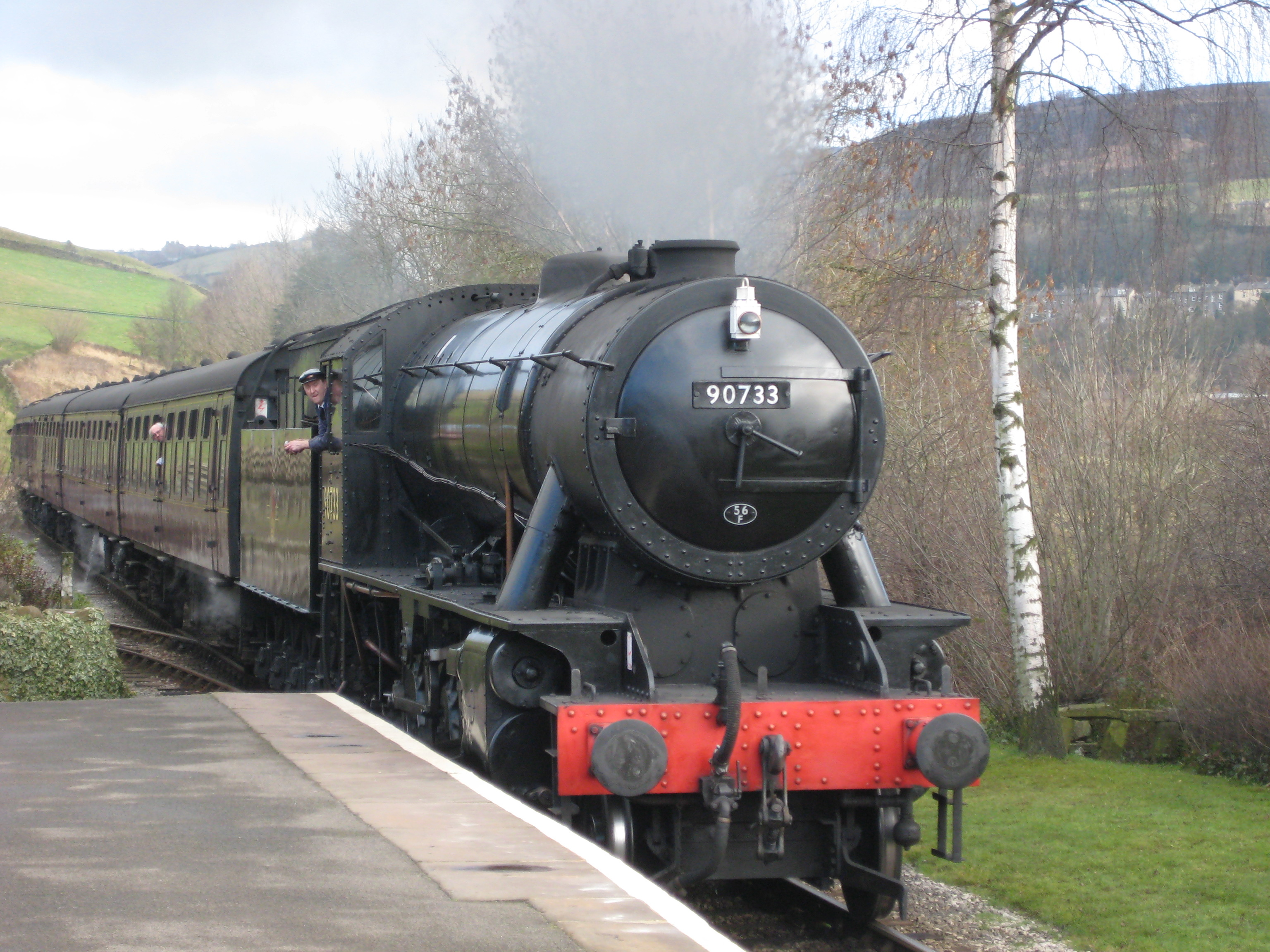
Il treno Keighley & Worth Valley Railway nella stazione di Oakworth

La scena del treno a vapore della prima stagione è stata girata sulla linea Keighley & Worth Valley Railway; la stazione di Keighley sostituisce una stazione di Glasgow nel primo episodio, mentre la stazione ferroviaria di Oakworth appare sia nel primo che nel secondo episodio.
I sei episodi e lo speciale di Natale sono stati girati tra il 2019 e l'inizio del 2020. Gran parte del lavoro all'aperto è stato completato "durante l'inverno e l'autunno, quando faceva freddo, con giornate lunghe, fredde e buie e giornate piovose", secondo il protagonista Nicholas Ralph.

#### Seconda stagione
I lavori di pre-produzione per la seconda stagione sono iniziati all'inizio del 2021. La società di produzione ha fatto appelli per reperti e oggetti di scena storici, mentre si preparava a filmare i capitoli successivi della vita di James Herriot. A causa delle restrizioni del lockdown dovute alla pandemia di COVID-19, avevano difficoltà a trovare di tutto, dagli articoli per la casa agli attrezzi agricoli realizzati prima del 1938. Avevano pianificato di acquistare quanti più reperti e oggetti di scena possibili perché si aspettavano di filmare più serie.
Il produttore esecutivo Colin Callender ha dichiarato all'inizio del 2021 che le riprese erano state posticipate a causa delle restrizioni imposte dalla pandemia di COVID-19. A febbraio 2021, Vanstone ha affermato che la maggior parte delle sceneggiature era stata scritta; si aspettava che le riprese iniziassero a fine marzo (se le restrizioni lo avessero consentito). Lo scrittore ha lasciato intendere che la relazione tra James ed Helen sarebbe stata sviluppata; "vogliamo esplorare perché stanno insieme e perché lavorano insieme". Nella relazione tra Tristan e Siegfried, quest'ultimo sarà "disperato di andare avanti nella sua relazione con il fratello". La relazione di Siegfried con Dorothy sarebbe continuata, ma "ci sono ancora molte opportunità per lui di rovinare le cose", ha commentato Vanstone.
All'inizio del 2021, Ralph ha detto alla PBS che si aspettava di rivedere tutti gli attori principali all'inizio delle riprese, dicendo "Il cast tornerà ovviamente… e ho sentito che anche molti membri della troupe torneranno". West ha aggiunto che anche il regista Brian Percival sarebbe tornato.
L'attrice Diana Rigg è morta dopo il completamento della prima stagione. Callender affermò che i produttori erano incerti su "cosa faremo con il personaggio della signora Pumphrey" (Il personaggio della signora Pumphrey era basato su una cliente di Wight, Marjorie Warner, che possedeva un pechinese di nome Bambi). Nell'aprile 2021, un annuncio affermava che Patricia Hodge era stata scelta per il ruolo. Altri nuovi membri del cast includono Dorothy Atkinson nel ruolo di Diana Brompton, un possibile interesse amoroso per Siegfried, e James Fleet nel ruolo del colonnello Hubert Merrick, un contadino apparso nel libro di Herriot.
Le riprese sono iniziate nel marzo 2021 per la seconda stagione di sei episodi e uno speciale di Natale. Le location programmate includevano l'area di Bradford (inizialmente a Little Germany, Bradford, che sostituiva Glasgow), Kettlewell e Grassington (per il villaggio immaginario di Darrowby) così come Yorkshire Dales.

#### Terza stagione
Nel gennaio 2022 la serie è stata rinnovata per altre due stagioni. Le riprese della terza stagione si sono svolte in esterna anziché in studio tra cui Arncliffe, North Yorkshire, Grassington, Harrogate, Summerbridge, North Yorkshire and Pateley Bridge.
Questa stagione è ambientata nella primavera del 1939 e include alcuni cambiamenti. Tristan è finalmente pienamente qualificato, James inizia una nuova fase della vita dopo aver sposato Helen e diventa socio dell'azienda; lo studio viene coinvolto nel nuovo programma di test per la tubercolosi bovina. A quel punto, la seconda guerra mondiale è all'orizzonte e le persone vengono incoraggiate ad arruolarsi. I chirurghi veterinari lavorano in una "professione protetta", quindi non sono tenuti a prestare servizio, ma nell'episodio finale James decide di arruolarsi.

#### Quarta stagione
Ambientata nel 1940 durante la seconda guerra mondiale, questa stagione è composta da sei episodi più uno speciale di Natale. Non è previsto il ritorno di Tristan Farnon poiché arruolato nel Royal Army Veterinary Corps. Una fonte ha aggiunto questa informazione: "È stato anche annunciato che Callum Woodhouse sarà protagonista del film horror One of Us, i cui tempi di riprese sono in conflitto con la serie. Lo studente veterinario Richard Carmody (James Anthony-Rose) si è unito al cast principale.
Le riprese sono iniziate il 3 marzo 2023 e ad aprile il cast e la troupe erano stati avvistati a Grassington e nella città di Thirsk nel North Yorkshire.

#### Quinta stagione
Destinata a riprendere da dove si era interrotta, durante la seconda guerra mondiale, la serie, le cui riprese sono iniziate a marzo 2024, si concentra sul periodo di James nella RAF, così come le prove e le tribolazioni che lui ed Helen incontrano crescendo il loro bambino.
Le immagini promozionali hanno mostrato che, ancora una volta, le riprese sono state effettuate sul posto a Grassington.
L'intero cast, compresi gli attori James Anthony-Rose e Callum Woodhouse che non sono apparsi nell'ultima stagione, così come i protagonisti della serie Nicholas Ralph e Rachel Shenton riprendono i loro ruoli.
In linea con la stagione precedente, la quinta stagione è composta da sei episodi e uno speciale di Natale.

#### Sesta stagione
La sesta stagione è stata annunciata contemporaneamente alla quinta stagione nel febbraio 2024 e vede l'intero cast riprendere i propri ruoli per altri sei episodi. La stagione si conclude con un altro speciale natalizio.

## Distribuzione
La serie è trasmessa nel Regno Unito da Channel 5 a partire dal 1º settembre 2020. In Italia va in onda su Sky Serie dal 3 dicembre 2022.

### Edizione italiana
La direzione del doppiaggio è a cura di Roberta De Roberto, su dialoghi di Alessandro Pastorello e Arianna Stivali per conto di CD Cine Dubbing.
Tutti gli episodi dell'edizione italiana sono doppiaggi della versione diffusa dall'ente televisivo PBS. Quest'ultima presenta notevoli tagli agli episodi, dovuti alla necessità del network americano di facilitarne l'inserimento nei palinsesti televisivi statunitensi. Nella versione originale britannica, trasmessa da Channel 5, ogni episodio dura 50 minuti. La versione PBS, trasmessa anche in Italia, ha invece la durata media di 45 minuti.